# Náčelník Seattle
Noah Seattle obvykle označovaný jako náčelník Seattle (jméno se přepisuje i jinými způsoby, např. Sealth; pravděpodobně 1786 Blake Island, stát Washington – 7. června 1866 Suquamish Reservation, stát Washington) byl náčelníkem Sukvamišů a Duwamišů, dvou indiánských kmenů patřících k národu Pobřežních Sališů. Jako známý indiánský vůdce a důležitý řečník prosazoval strategii adaptace na bílé osadníky. Jeho blízký osobní vztah s Davidem Swinsonem Maynardem přispěl k úspěšnému založení města Seattle, které je po něm pojmenováno.
Seattlovi se připisuje široce medializovaný projev (V češtině vyšel pod názvem Jsme částí země), který hrál určitou roli v západním ekologickém hnutí. Jeho nejznámější verze však pocházejí jen v malé míře od samotného Seattla.
Na základě jeho údajného citátu „Tak jako jazyk stále naráží na vylomený zub, tak i my neustále narážíme na porušování našich práv bělochy.“ složil Wabi Daněk píseň Rosa na kolejích.